# Заданий шляховий кут

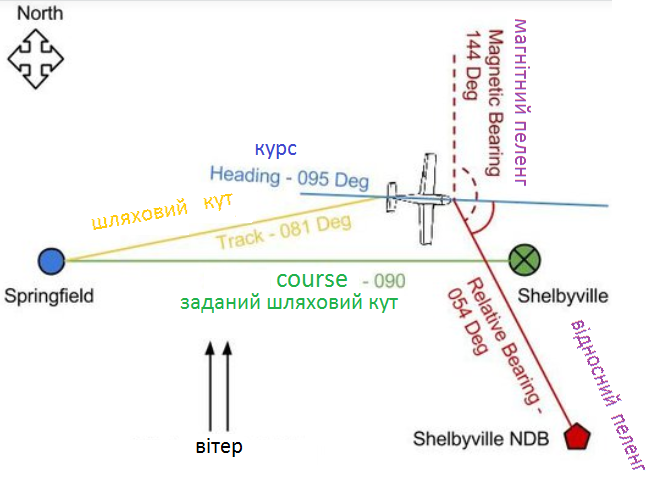
пояснення навігаційних термінів

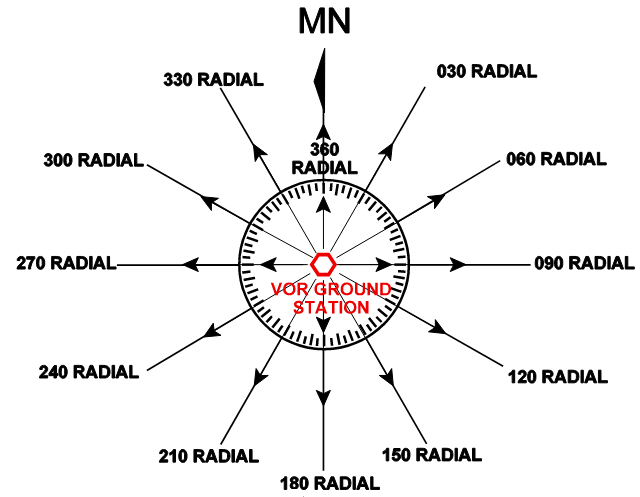
пояснення навігаційних термінів

Заданий шляховий кут (Course) — це слово, яке може призвести до величезної плутанини. Зараз слово «course» використовується у значенні «Заданий шляховий кут».
У ранній британській термінології «course» використовувався для позначення курсу — напрямку, куди спрямований ніс літака . Ця практика припинилася близько 1950 року, коли «heading» став загальноприйнятим британським терміном. Однак, багато сучасних американських публікацій використовують слово «course» для позначення «track» — напрямку руху літака над землею.

## Пояснення навігаційної термінології
Курс (heading) — напрямок поздовжньої осі літака в горизонтальній площині. Це не обов'язково той напрямок в якому він рухається над землею. Якщо є якийсь компонент поперечного вітру буде різниця між напрямком, в якому літак вказує, і напрямком, в якому він рухається. Використовуються поняття істинного, магнітного і компасного курсу.
Шляховий кут (track) — це напрямок фактичного переміщення літака щодо земної поверхні. Використовуються поняття істинного та магнітного шляхового кута.
Пеленг (Bearing) — це горизонтальний напрямок до будь-якої точки або від неї, зазвичай вимірюється за годинниковою стрілкою від істинної півночі, магнітної півночі або іншої точки відліку за годинниковою стрілкою на 360 градусів.
Більш зрозуміле (пілотське) визначення пеленга. Це кут між напрямком поздовжньої осі і навігаційною точкою, яка мене цікавить (відносний пеленг). І кут між напрямком магнітного меридіана і навігаційною точкою, яка мене цікавить (магнітний пеленг).
Radial — це магнітний пеленг від радіомаяка VOR.